# Угон школьного автобуса в Пешаваре (1994)
Угон школьного автобуса в Пешаваре (1994) — инцидент, произошедший 20—21 февраля 1994 года в городе Пешавар, Пакистан.

## История
20 февраля 1994 года трое вооружённых людей из Афганистана в масках захватили школьный автобус в районе города Пешавар в Северо-Западной пограничной провинции Пакистана. 7 учителей и около 70 детей в автобусе были взяты в заложники. Террористы предъявили властям Пакистана следующие требования:  
1. Отправки продовольственной помощи в Кабул;

1. Выкуп в сумме 5 миллионов долларов США;

1. Возможность безопасно вернутся в Афганистан с помощью вертолёта.

Автобус приехал к посольству Афганистана в Исламабаде, где, по разным данным, 57 или 61 заложник был освобождён.
На следующий день, 21 февраля 1994 года, подразделениями пакистанских спецслужб совершено нападение на посольство Афганистана. Все террористы были убиты, а  оставшиеся 16 заложников были спасены и не пострадали.